# Carlos Estermann
Carlos Estermann (Illfurth, 1896 - Angola, 1976) foi um teólogo, filósofo e sacerdote católico francês radicado em Angola. É amplamente reconhecido por seu trabalho como etnólogo e antropólogo enquanto trabalhava como padre, estudando as etnias do sul e sudoeste de Angola.

## Biografia
O Padre Estermann nasceu em Illfurth, no Alto Reno, região da Alsácia, na França em 1896.
Estermann combateu ao serviço do exército alemão na Primeira Guerra Mundial (1914-1918) como auxiliar nos serviços de saúde. Ferido, foi feito prisioneiro de guerra, e levado para recuperar dos ferimentos em Manchester, Reino Unido. Depois da guerra, entre 1919 e 1923 completou os estudos de filosofia na Abadia de Knechtsteden, na Alemanha, e estudou teologia na Sociedade para as Missões Estrangeiras (da Congregação do Espírito Santo) de Chevilly-Larue, em Paris. 
Após completar os estudos, Estermann foi enviado para Angola, concluindo primeiro um curto estágio em Lisboa. Chega a Angola em 1924 e inicia sua actuação como missionário espiritano no sudoeste do território.
Em 1933 foi nomeado superior da Missão Sui Iuris do Cunene e do Vicariato-Geral de Lubango-Chela. Nesse período, construiu inúmeros edifícios nas missões  pelas quais era responsável e fundou diversos colégios.
Para além da vida como religioso, ganhou enorme reconhecimento como etnólogo e antropólogo com seus trabalhos sobre as culturas e as civilizações dos povos do sul e do sudoeste de Angola. Sua investigação rompia com as metodologias anteriores, buscando endogenamente as fontes sobre as matérias étnicas e socioculturais.

## Morte
Estermann optou por viver o resto da sua vida no país, vivendo um total de 52 anos em Angola, vindo a falecer em 1976.

## Obras

### Em português
- Os negros, com Elmano Costa
- Etnografias do sudoeste de Angola, com Mário de Oliveira.
- Álbum de penteados do sudoeste de Angola, com Mário de Oliveira.
- Penteados, adornos e trabalhos das muílas, com Mário de Oliveira Lisboa: Junta de Investigações do Ultramar, 1970
- Etnografia e turismo na região do Cunene inferior, com Mário de Oliveira
- Cinquenta contos bantos do sudoeste de Angola
- Etnografia do Sudoeste de Angola, com Mário de Oliveira -  Lisboa: Junta de Investigações do Ultramar, 1960-1961
- Etnografia de Angola (sudoeste e centro): colectânea de artigos dispersos
- Etnografia do Sudoeste de Angola, Vol II: grupo étnico nhaneca-humbe, com Mário de Oliveira -  Lisboa : Junta de Investigações do Ultramar, 1961
- Etnografia do Sudoeste de Angola, Vol I: os povos não-bantos e o grupo étnico dos Ambós, com Mário de Oliveira - Lisboa : Junta de Investigações do Ultramar, 1956
- Etnografia do sudoeste de Angola, Vol III : o grupo étnico Herero / Carlos Estermann, com Mário de Oliveira  - Lisboa : Junta de Investigações do Ultramar, 1961
- A Vida económica dos Bantos do Sul de Angola, Luanda, Junta Provincial de Povoamento de Angola
- O Tocoísmo como Fenómeno Religioso, com Mário de Oliveira[3]
- A possessão espírita entre os Bantos, com Mário de Oliveira[3]

### Em outras línguas
- 1931. Ethnographische Beobachtungen über die Ovambo. Zeitschrift für Ethnologie 63, 40–45.
- 1934. La Tribu Kwanyama en Face de la Civilisation Européenne. Africa: Journal of the International African Institute 7, 431–443.
- Tyimbaya, R. & C. Estermann 1935. The African explains witchcraft: Nyaneka, Angola. Africa: Journal of the International African Institute 8, 525–531.
- 1936. Les Forgerons Kwanyama. Bulletin de la Societé Neuchâteloise de Geographie XLIV.
- 1936. Les tribus bantoues du sud de l’Angola sont-elles fortement métissées avec la race bushman? Anthropos 31, 572–576.
- 1939. Coutumes des Mbali du sud d’Angola. Africa: journal of the international african institute 12, 74–86.
- 1942. La Fête de Puberté dans quelques tribus de L’Angola Méridional. Bulletin de la Societe Neuchateloise de Geographie XLVIII, 129–141.
- 1946. Quelques Observations sur les Bochimans !Kung de l’Angola Méridionale. Anthropos XLI–XLIV, 711–737.
- 1950. Le Betáil Sacré Chez Quelques Tribus Du Sud- Ouest de l’Angola. Anthropos 45, 721–32.
- 1954. Culte des esprits et magie chez les Bantous du sud-ouest de l’Angola. Anthropos 49, 1–26.
- 1955. Divers rites de purification de l’Angola. Anthropos 50, 201–211.
- 1962. Les Twa du Sud-ouest de l’Angola. Anthropos 57, 465–474.
- 1964. Les Bantous de sud-ouest de l’ Angola. Anthropos 59, 20–74.[3]
- 1964. Ergänzende Bemerkungen zum Gottesnamen Nzambi (Ndyambi). Anthropos 59, 932–935.
- 1976. The Ethnography of Southwestern Angola. 1. the Non-Bantu peoples and the Ambo ethnic group, vol. 1. Holmes & Meier Publishers.
- 1977. Ethnographie du Sud-Ouest de l’Angola, Vol. 1. & 2 Académie des Sciences d’Outre-Me.
- 1979. The ethnography of Southwestern Angola, v. 2 Nyaneka-Humbi people (ed G. D. Gibson). NY: Africana Publ. Co.
- 1981. Ethnography of Southwestern Angola, v. 3 Herero people (ed G. D. Gibson). New York: Africana Pub Corp.